# Bothriomyrmex saundersi
Bothriomyrmex saundersi es una especie de hormigas endémicas de la España peninsular.